# Drypetina

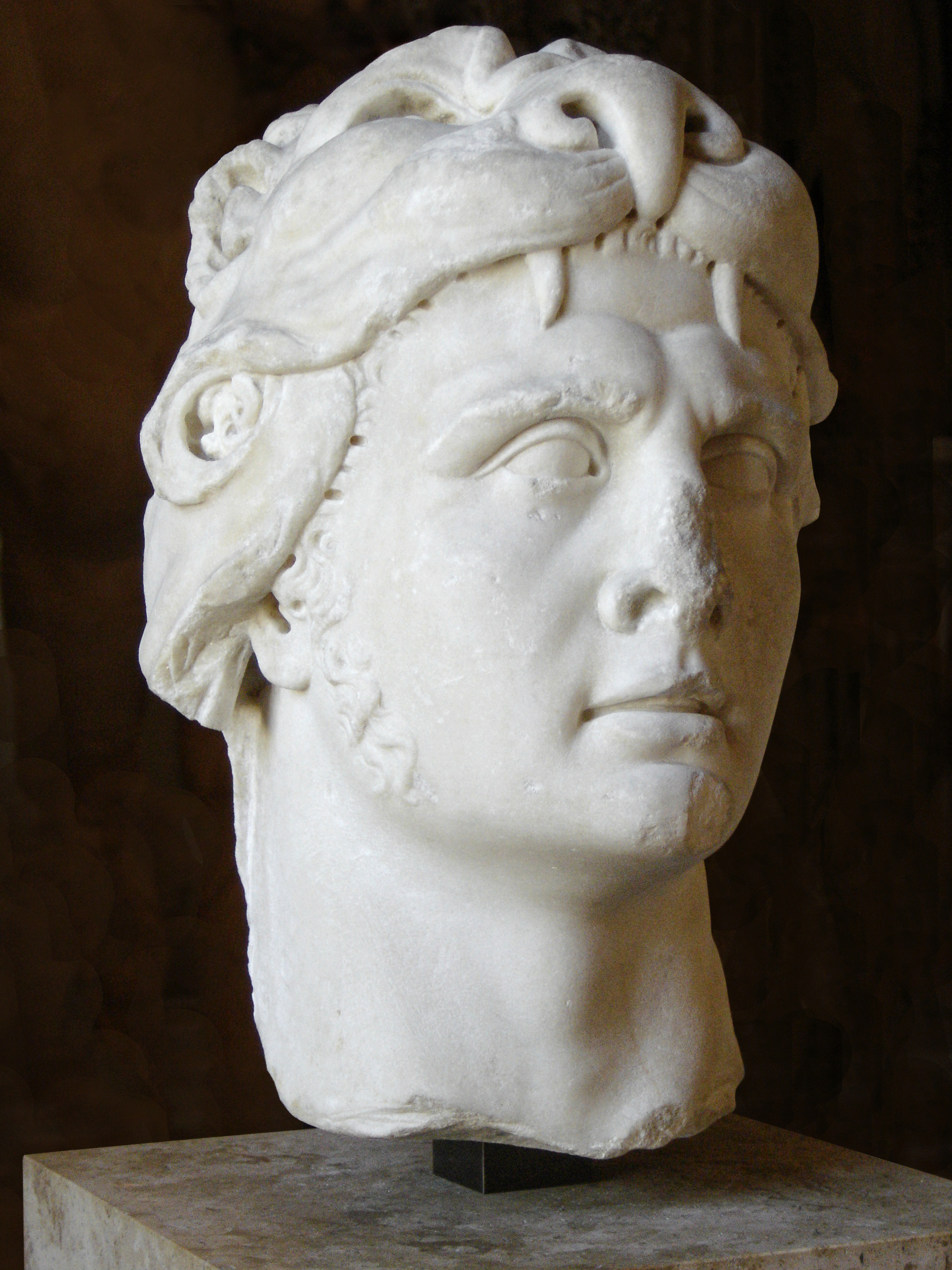
Tête de Mithridate VI, père de Drypetina, au musée du Louvre.

Drypetina (morte en 66 av. J.-C.), aussi appelé Drypetrua, est une fille du roi Mithridate VI et de sa femme et sœur Laodicé D.

## Biographie
Son nom est le diminutif du nom de Drypetis, fille du roi Achéménide Darius III. Drypetina souffre de l'hyperdontie. Selon Ammien Marcellin, au cours de la troisième guerre de Mithridate, Drypetina, gravement malade, est laissée dans la forteresse de Sinora sous la protection de l'eunuque Menophilus. Lorsque les troupes romaines sous les ordres de Mallius Priscus assiègent la forteresse, Menophilus tue la princesse Drypetina pour l'empêcher d'être capturée par les Romains, puis il se suicide.

## Postérité
Elle apparaît dans De Mulieribus Claris de Giovanni Boccace en tant que « Dripetrua, reine de Laodicée ». Elle est également citée par Christine de Pizan dans sa Cité des dames comme fille dévouée à ses parents.